# 9. СС оклопна дивизија Хохенштауфен
9. СС оклопна дивизија Хоенштауфен је била немачка Вафен-СС дивизија током Другог светског рата, која је дејствовала на Источном и Западном фронту. Формирана је у фебруару 1943. године у Француској као панцергренадирска дивизија (заједно са сестринском 10. СС дивизијом) а предала се савезничким снагама 8. маја 1945. године. Име је добила по династији Хоенштауфен којој су припадали бројни владари Светог римског царства.
Дивизија се борила на Источном фронту, потом у Нормандији, код Арнхема, у Арденима и коначно у Мађарској. Неки од познатијих команданата дивизије били су Вили Битрих и Силвестер Штедлер.